# Rhamnus minuta
Rhamnus minuta là một loài thực vật có hoa trong họ Táo. Loài này được Grubov miêu tả khoa học đầu tiên năm 1950.